# Steinborn (Sachsen)
Steinborn ist eine Wüstung im Naturschutzgebiet Königsbrücker Heide auf dem Gelände des früheren Truppenübungsplatzes Königsbrück in Sachsen.

## Geographie

### Lage
Das von Feldern und Wiesen umgebene Dorf Steinborn befand sich vier Kilometer nordwestlich von Königsbrück am Nordrand der Laußnitzer Heide. Das Straßenangerdorf mit Gelängeflur erstreckte sich rechtsseitig der Pulsnitz von den Auwiesen im Niedergrund bis auf die Terrasse über dem Pulsnitztal. Umgeben war das Dorf von mehreren markanten Kuppen: nördlich der Königshöhe (195 m), östlich dem Tafelberg (180 m), südöstlich der Haselberg (190 m) und südwestlich vom Eichberg (167 m). Nordwestlich des Dorfes lag auf der Meißner Seite die Pulsnitztalmühle, südlich die Grünmetzmühle. Das Vorwerk Steinborn lag südlich der Ortschaft hinter dem Haselberg am Wege zu den Berghäusern (Weißbacher Lehnsflur).

### Nachbarorte
| Röhrsdorf, (Sella) †, (Krakau) † | (Quosdorf) †                                | (Zietsch) †, Gottschdorf |
| (Bohra) †                        | Kompassrose, die auf Nachbargemeinden zeigt | Schmorkau                |
| Glauschnitz, Tauscha             | Stenz, Laußnitz                             | Weißbach, Neues Lager    |

## Geschichte
Die erstmalige Erwähnung von Steinborn stammt aus dem Jahr 1418. Das Dorf lag im Nordwesten der zum Königreich Böhmen gehörenden Oberlausitz, über einer Furt durch die Pulsnitz, deren Lauf hier die Grenze zur Mark Meißen markierte. Über die Jahre blieb der Ortsname unverändert, lediglich die Schreibweise variierte (Steynborn). Steinborn war seit 1540 nach Krakau eingepfarrt gewesen.
Von 1566 an war das Dorf dem Rittergut Wachau untertänig. Seit 1617 lässt sich das Rittergut Steinborn nachweisen. In Folge des Prager Friedens wurde Steinborn 1635 zusammen mit sämtlichen anderen Orten der beiden Lausitzen an das Kurfürstentum Sachsen abgetreten. Ab 1696 hatte das Rittergut Steinborn die Grundherrschaft über das Dorf. Nach der Vereinigung des Rittergutes Steinborn mit der Standesherrschaft Königsbrück wurde das Dorf 1777 der Standesherrschaft untertänig. Verwaltungsmäßig gehörte Steinborn seit 1777 zum Bautzener Kreis und ab 1843 zum Landgerichtsbezirk Bautzen. In der ersten Hälfte des 19. Jahrhunderts ließ die Standesherrschaft Königsbrück weit außerhalb von Steinborn, auf den Weißbacher Wiesen hinter dem Haselberg das Vorwerk Steinborn anlegen; der Einzelhof wurde später landläufig als „Rittergut Steinborn“ bezeichnet, das ursprüngliche, im Niederdorf über der Pulsnitzfurt an der Mühlwiese gestandene Rittergut wurde aufgegeben.
Mit der Neuordnung der sächsischen Verwaltungsstrukturen wurde Steinborn 1856 dem Gerichtsamt Königsbrück und 1875 der Amtshauptmannschaft Kamenz zugeordnet. In der Umgebung des Dorfes gab es mehrere kleinere Grauwackesteinbrüche, außerdem zwei Mühlen an der Pulsnitz. Beide Mühlen lagen jedoch nicht auf Steinborner Fluren; die Grünmetzmühle, flussaufwärts gelegen, gehörte zu Königsbrück, flussabwärts befand sich die Pulsnitztalmühle auf der Meißner Seite. Im ersten Drittel des 20. Jahrhunderts produzierte im Niederdorf eine Zementsteinfabrik.
1907 wurde nördlich und östlich des Dorfes in der Heide der Truppenübungsplatz Königsbrück angelegt. Innerhalb von vier Jahren entstand in der Heide zwischen dem Vorwerk Steinborn, Weißbach und den Berghäusern das Neue Lager. 1910 wurden für die Kasernen ein Wasserwerk bei der Grünmetzmühle und südlich von Steinborn im Pulsnitztal eine Kläranlage errichtet. Das vom Deutschen Reich aufgekaufte Vorwerk Steinborn wurde zum Heeresverpflegungs-Zweigamt umgestaltet. Ende der 1920er Jahre begann die Erweiterung des Neuen Lagers, in dieser Zeit entstand auch ein hohes Speichergebäude für das Heeresverpflegungs-Zweigamt.
Im Zuge der 1937 beschlossenen Erweiterung des Truppenübungsplatzes Königsbrück erfolgte 1938 die Auflösung der Gemeinde Steinborn. Die Anwesen wurden vom Deutschen Reich aufgekauft und die 402 Einwohner umgesiedelt. Am 1. April 1938 wurde der Ort geräumt. Die 467 ha große Gemeindeflur wurde Teil des Truppenübungsplatzes.
Nach dem Ende des Zweiten Weltkrieges wurde der Truppenübungsplatz durch die sowjetische Besatzungsmacht in Beschlag genommen. Ab dem 25. Juni 1945 siedelten sich in den im Militärgebiet liegenden unzerstörten Dörfern Bohra, Steinborn, Krakau und Naundorf schlesische Flüchtlinge an. Der Ortskommandant der Roten Armee in Königsbrück ordnete am 3. August 1945 die Räumung von Krakau an, ebenso untersagte er aus militärischen Gründen eine Wiederbesiedlung der Dörfer Sella, Zochau und Rohna. Damit blieb Steinborn neben Bohra und Naundorf eines der drei Dörfer auf dem Truppenübungsplatz, die nach dem Krieg wieder besiedelt wurden. 1947 erfolgte der Zusammenschluss von Steinborn und Bohra zu einer Landgemeinde Steinborn-Bohra. Im Oktober selben Jahres wurden Bohra und Steinborn auf Veranlassung der GSSD wieder geräumt und die Gemeinde Steinborn-Bohra aufgelöst. Später wurde das Dorf zerschossen. Seit 1957 gehören die Fluren von Steinborn-Bohra zu Königsbrück.
Erhalten ist nur das Speichergebäude des Heeresverpflegungs-Zweigamtes auf dem Gelände des ehemaligen Vorwerkes. Auf dem Haselberg wurde 2008 der Haselbergturm errichtet.

## Bevölkerungsentwicklung
| Jahr | Einwohner                               |
| ---- | --------------------------------------- |
| 1777 | 9 besessene Mann, 3 Gärtner, 10 Häusler |
| 1834 | 184                                     |
| 1871 | 217                                     |
| 1890 | 213                                     |
| 1910 | 237                                     |
| 1925 | 258                                     |
| 1938 | 402                                     |
| 1946 | 402                                     |